# شکنجه (فیلم ۲۰۰۸)
شکنجه یا شکنجه‌شده (به انگلیسی: Tortured) فیلمی محصول سال ۲۰۰۸ و به کارگردانی نولان لبوویتز است. در این فیلم بازیگرانی همچون کول هاسر، لارنس فیشبرن، جیمز کرامول، امانوئل شریکی، جان کرایر، کوین پولاک، جیمز دنتون، پل پری، رابرت لاساردو و پاتریک سابونگوی ایفای نقش کرده‌اند.